# Ceroplesis harrisoni
Ceroplesis harrisoni är en skalbaggsart som beskrevs av Jordan 1895. Ceroplesis harrisoni ingår i släktet Ceroplesis och familjen långhorningar. Inga underarter finns listade i Catalogue of Life.